# Hamilton Creek
Pour les articles homonymes, voir Hamilton.
Hamilton Creek est un ruisseau situé dans les comtés de Crawford et de Washington, dans l'État américain du Missouri. C'est un affluent de la rivière Meramec.
Le cours supérieur du ruisseau prend sa source juste à l'ouest de la route 155 du Missouri et à environ un mile au nord de Pea Ridge et de la mine Pea Ridge. Le ruisseau coule vers le nord-ouest pour entrer dans le Meramec dans l'est du comté de Crawford, juste à l'ouest de la limite du comté de Washington.
Hamilton Creek s'appelait autrefois Hamilton Branch.